# 坎波镇
坎波镇，是西班牙埃斯特雷马杜拉卡塞雷斯省的一个市镇。总面积57平方公里，
2001年普查人口總數為632人，人口密度為每平方公里11人。